# Ниррити
Ниррити (санскр. निरृतिः, IAST: nirṛtiḥ) — индуистская богиня смерти и разложения, одно из божеств-дикпал, представляющая юго-запад (согласно санскритско-английскому словарю Монье-Вильямса — юг). Ниррити буквально можно перевести как «беззаконный» или как «отсутствие риты». Мужская форма имени — Ниррита (IAST: nirṛta) — является одним из имён Шивы.
Ниррити упоминается в нескольких гимнах «Ригведы». В основном это просьбы о защите от её влияния или просьбы к ней покинуть место проведения яджны. В гимне (X.59) Ниррити упоминается несколько раз. Гимн описывает её основные черты и просит её удалиться с места проведения жертвоприношения. В «Атхарваведе» (V.7.9), Ниррити описывается как «златовласая». «Тайттирия-брахмана» (I.6.1.4), описывает её как чёрную, одетую в одежду тёмного цвета. В «Шатапатха-брахмане» (X.1.2.9) Ниррити отождествляется с болью и юго-западом. Однако, в других частях того же текста (V.2.3.3.) утверждается, что она обитает на юге, где расположено царство мёртвых.

## В массовой культуре
Ниррити — персонаж телесериала Звёздные врата: SG-1, роль которого исполнила Жаклин Самуда.
В романе Роджера Желязны «Князь Света», Ниррити — Тёмный Властелин, давний враг Небес, основу армии которого составляют бесчисленные орды ходячих мертвецов, послушные мерному стуку барабанов его лейтенантов. По вероисповеданию он — христианин-фундаменталист.